# (4902) Thessandre
(4902) Thessandre, désignation internationale (4902) Thessandrus, est un astéroïde troyen jovien.

## Description
(4902) Thessandre est un astéroïde troyen jovien, camp grec, c'est-à-dire situé au point de Lagrange L4 du système Soleil-Jupiter. Il présente une orbite caractérisée par un demi-grand axe de 4,984 UA, une excentricité de 0,042 et une inclinaison de 9,1° par rapport à l'écliptique.
Il est nommé en référence au personnage de la mythologie grecque Thessandre, acteur du conflit légendaire de la guerre de Troie.

## Compléments